# Miles Franklin Award
De Miles Franklin Literary Award is een van de belangrijkste Australische literatuurprijzen. De prijs wordt jaarlijks toegekend aan "een roman van de hoogst literaire waarde die het Australische Leven in een van zijn fases presenteert".

## Oorsprong
Schrijfster Miles Franklin, bekend van de Australische klassieker My Brilliant Career, ligt aan de oorsprong van de prijs. De prijs werd in 1957 opgestart volgend op een schenking en richtlijnen die Franklin in haar testament opnam. De winnaar van de prijs kreeg in 2019 AU$ 60.000.

## Winnaars
| Jaar | Auteur                    | Titel                                                   | Uitgever                                                            |
| ---- | ------------------------- | ------------------------------------------------------- | ------------------------------------------------------------------- |
| 1957 | Patrick White             | Voss                                                    | Eyre & Spottiswoode                                                 |
| 1958 | Randolph Stow             | To the Islands                                          | Macdonald                                                           |
| 1959 | Vance Palmer              | The Big Fellow                                          | Angus and Robertson                                                 |
| 1960 | Elizabeth O'Conner        | The Irishman                                            | Angus and Robertson                                                 |
| 1961 | Patrick White             | Riders in the Chariot                                   | Eyre & Spottiswoode                                                 |
| 1962 | Thea Astley George Turner | The Well Dressed Explorer The Cupboard Under the Stairs | Angus & Robertson Cassell                                           |
| 1963 | Sumner Locke Elliott      | Careful, He Might Hear You                              | Harper and Row                                                      |
| 1964 | George Johnston           | My Brother Jack                                         | Collins                                                             |
| 1965 | Thea Astley               | The Slow Natives                                        | Angus and Robertson                                                 |
| 1966 | Peter Mathers             | Trap                                                    | Cassell                                                             |
| 1967 | Thomas Keneally           | Bring Larks and Heroes                                  | Cassell                                                             |
| 1968 | Thomas Keneally           | Three Cheers for the Paraclete                          | Angus and Robertson                                                 |
| 1969 | George Johnston           | Clean Straw for Nothing                                 | Collins                                                             |
| 1970 | Dal Stivens               | A Horse of Air                                          | Angus and Robertson                                                 |
| 1971 | David Ireland             | The Unknown Industrial Prisoner                         | Angus and Robertson                                                 |
| 1972 | Thea Astley               | The Acolyte                                             | Angus and Robertson                                                 |
| 1973 | geen prijs                |                                                         |                                                                     |
| 1974 | Ronald McKie              | The Mango Tree                                          | Collins                                                             |
| 1975 | Xavier Herbert            | Poor Fellow My Country                                  | Fontana Books                                                       |
| 1976 | David Ireland             | The Glass Canoe                                         | Macmillan                                                           |
| 1977 | Ruth Park                 | Swords and Crowns and Rings                             | Nelson Books                                                        |
| 1978 | Jessica Anderson          | Tirra Lirra by the River                                | Macmillan                                                           |
| 1979 | David Ireland             | A Woman of the Future                                   | Penguin Books                                                       |
| 1980 | Jessica Anderson          | The Impersonators                                       | Macmillan                                                           |
| 1981 | Peter Carey               | Bliss                                                   | Faber and Faber                                                     |
| 1982 | Rodney Hall               | Just Relations                                          | Penguin Books                                                       |
| 1983 | geen prijs                |                                                         |                                                                     |
| 1984 | Tim Winton                | Shallows                                                | Allen & Unwin                                                       |
| 1985 | Christopher Koch          | The Doubleman                                           | Chatto & Windus                                                     |
| 1986 | Elizabeth Jolley          | The Well                                                | Viking Press                                                        |
| 1987 | Glenda Adams              | Dancing on Coral                                        | Viking Press                                                        |
| 1988 | geen prijs                |                                                         | Datum verandert van jaar van publicatie naar jaar van aankondiging. |
| 1989 | Peter Carey               | Oscar and Lucinda                                       | University of Queensland Press                                      |
| 1990 | Tom Flood                 | Oceana Fine                                             | Allen & Unwin                                                       |
| 1991 | David Malouf              | The Great World                                         | Chatto & Windus                                                     |
| 1992 | Tim Winton                | Cloudstreet                                             | Penguin Books                                                       |
| 1993 | Alex Miller               | The Ancestor Game                                       | Penguin Books                                                       |
| 1994 | Rodney Hall               | The Grisly Wife                                         | Macmillan                                                           |
| 1995 | Helen Demidenko           | The Hand That Signed the Paper                          | Allen & Unwin                                                       |
| 1996 | Christopher Koch          | Highways to a War                                       | Heinemann                                                           |
| 1997 | David Foster              | The Glade Within the Grove                              | Vintage                                                             |
| 1998 | Peter Carey               | Jack Maggs                                              | University of Queensland Press                                      |
| 1999 | Murray Bail               | Eucalyptus                                              | Random House                                                        |
| 2000 | Thea Astley Kim Scott     | Drylands Benang                                         | Penguin Books Fremantle Press                                       |
| 2001 | Frank Moorhouse           | Dark Palace                                             | Knopf                                                               |
| 2002 | Tim Winton                | Dirt Music                                              | Picador                                                             |
| 2003 | Alex Miller               | Journey to the Stone Country                            | Allen & Unwin                                                       |
| 2004 | Shirley Hazzard           | The Great Fire                                          | Farrar, Straus and Giroux                                           |
| 2005 | Andrew McGahan            | The White Earth                                         | Allen & Unwin                                                       |
| 2006 | Roger McDonald            | The Ballad of Desmond Kale                              | Vintage                                                             |
| 2007 | Alexis Wright             | Carpentaria                                             | Giramondo                                                           |
| 2008 | Steven Carroll            | The Time We Have Taken                                  | HarperCollins Publishers                                            |
| 2009 | Tim Winton                | Breath                                                  | Hamish Hamilton                                                     |
| 2010 | Peter Temple              | Truth                                                   | Text Publishing                                                     |
| 2011 | Kim Scott                 | That Deadman Dance                                      | Picador                                                             |
| 2012 | Anna Funder               | All That I Am                                           | Hamish Hamilton                                                     |
| 2013 | Michelle de Kretser       | Questions of Travel                                     | Allen & Unwin                                                       |
| 2014 | Evie Wyld                 | All the Birds, Singing                                  | Random House                                                        |
| 2015 | Sofie Laguna              | The Eye of the Sheep                                    | Allen & Unwin                                                       |
| 2016 | A.S. Patrić               | Black Rock White City                                   | Transit Lounge                                                      |
| 2017 | Josephine Wilson          | Extinctions                                             | UWA Publishing                                                      |
| 2018 | Michelle de Kretser       | The Life to Come                                        | Allen & Unwin                                                       |
| 2019 | Melissa Lucashenko        | Too Much Lip                                            | University of Queensland Press                                      |
| 2020 | Tara June Winch           | The Yield                                               | Penguin Random House                                                |
| 2021 | Amanda Lohrey             | The Labyrinth                                           | Text Publishing                                                     |
| 2022 | Jennifer Down             | Bodies of Light                                         | Text Publishing                                                     |
| 2023 | Shankari Chandran         | Chai Time at Cinnamon Gardens                           | Ultimo Press                                                        |
| 2024 | Alexis Wright             | Praiseworthy                                            | Giramondo                                                           |
| 2025 | Siang Lu                  | Ghost Cities                                            | University of Queensland Press                                      |

- Library of Congress Control Number: sh2002003936
- Nationale Bibliotheek van Israël: 987007537330505171